# Glacier Inylchec
Le glacier Inylchec, ou Engil'chek, est un glacier du massif du Tian Shan, dans la province d'Ysyk-Köl, à l'est du Kirghizistan.
Long de 54 km, situé à une hauteur moyenne de 4 100 m, l'Inylchec est l'un des plus longs glaciers du monde. Il est surplombé par les pics Khan Tengri (7 010 m), Jengish Chokusu (7 439 m) et Chapaev.

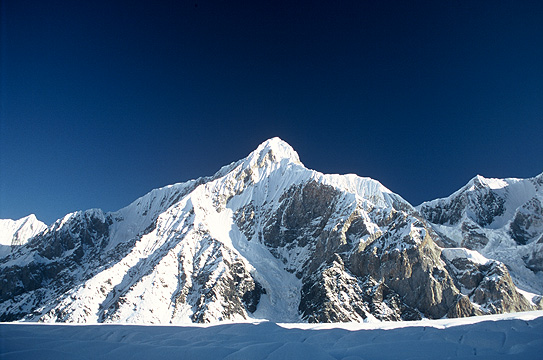
Vue du pic Gorkiy depuis le glacier Engil'chek sud.

Il donne naissance à la rivière Sary Djaz, qui s'écoule du Kirghizistan en direction de la Chine, où elle se perd dans le désert du Taklamakan.
Le glacier se trouve à environ 60 km, au sud-est de la ville kirghize de Karakol.